# Paul Saïn

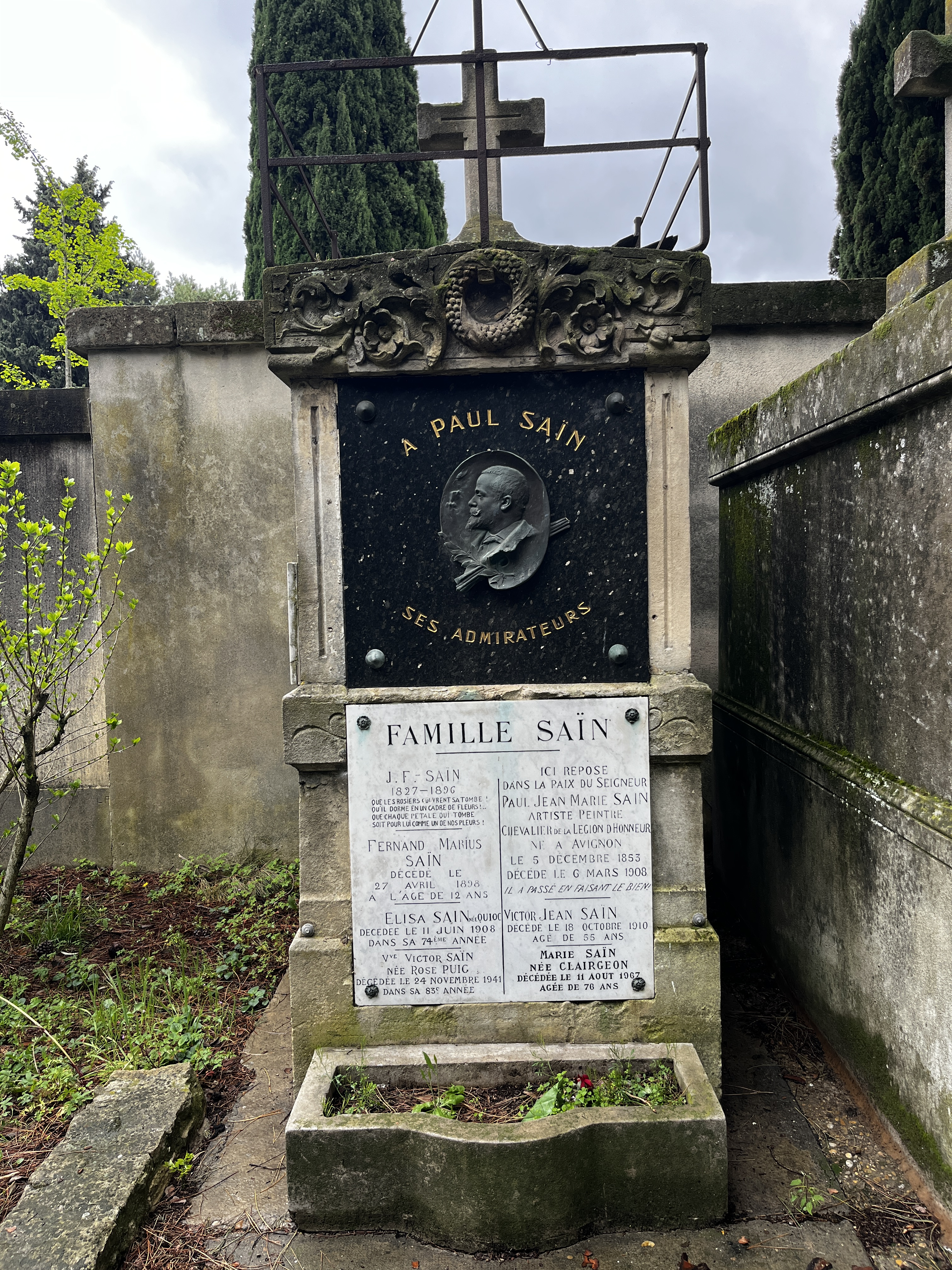
Sépulture de Paul Saïn au cimetière Saint-Véran en Avignon (84)

Paul Jean Marie Saïn né le 5 décembre 1853 à Avignon où il est mort le 6 mars 1908 est un peintre français.

## Biographie

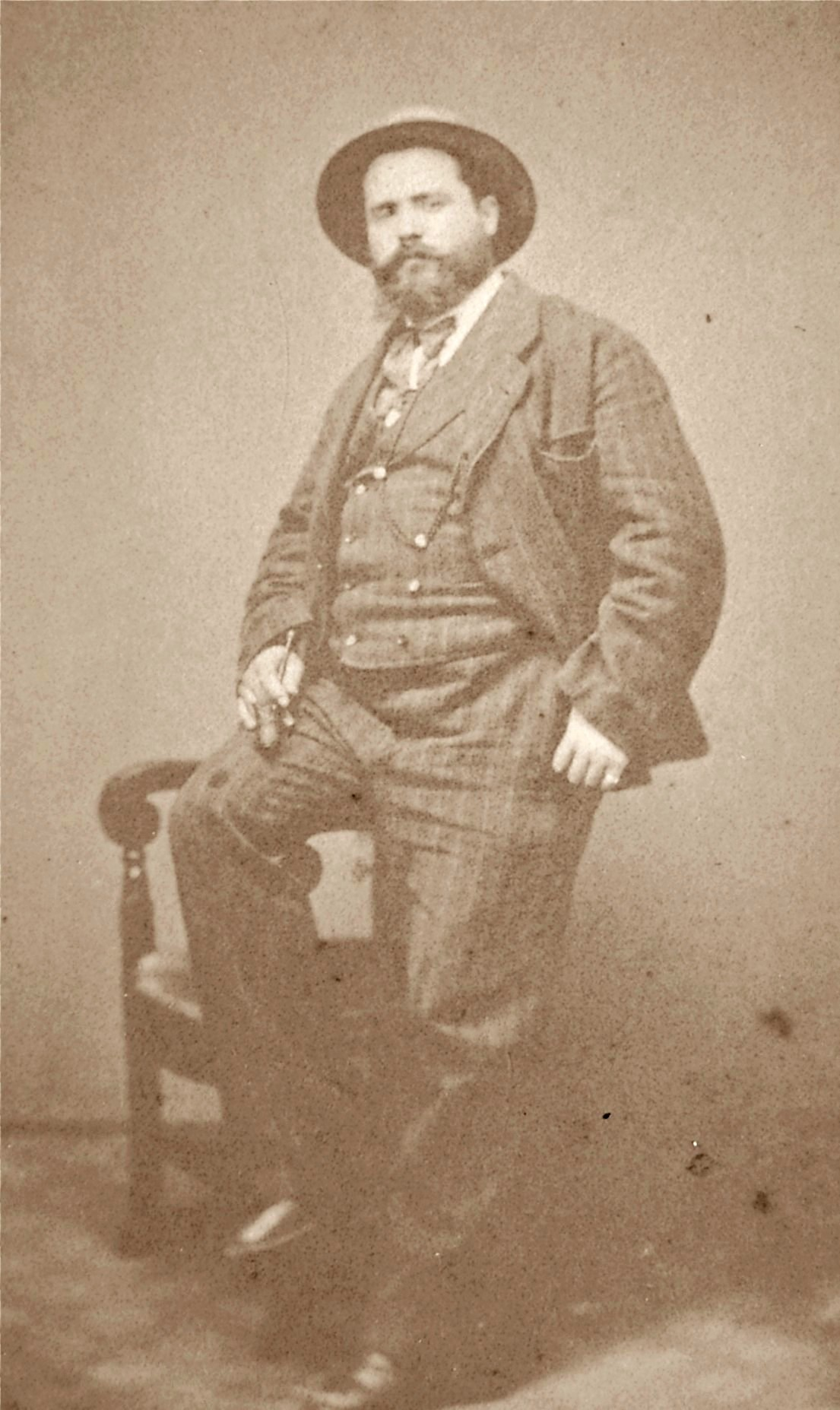
Portrait de Paul Saïn par Michel, photographe à Avignon.

Paul Saïn étudie à l'école de dessin d'Avignon, dans l'atelier de Charles Guilbert d'Anelle, où il remporte le prix du modèle vivant, puis en 1873 le prix de dessin du musée Calvet. Il obtient une bourse pour étudier à l'École des beaux-arts de Paris, dans l'atelier de Jean-Léon Gérôme, à partir de 1877. Il partage un atelier avec Paul Avril, Esprit Michel Gibelin, Désiré Honoré Bérard et Jean-Baptiste Hugues. Il expose principalement des paysages des marines aux Salons de 1879, 1887, 1889, 1890 et 1892.
C'est avec ses amis Marius Breuil, Pierre Grivolas et son élève Louis Agricol Montagné (1879-1960) qu'ils vont sur l'autre rive du Rhône, face à Avignon, dans le petit village des Angles et s'arrêtent à l'auberge du Chêne vert. Ils plantent leurs chevalets au milieu des amandiers, des platanes centenaires.
Il voyage en Algérie en 1887 et en 1900 quand il adhère au photo-club de Constantine, ville où il réalise alors plusieurs tableaux. Il est nommé chevalier de la Légion d'honneur en 1895.
En 1900, Paul Saïn peint les toiles Avignon et Villeneuve-lès-Avignon pour le restaurant Le Train bleu de la gare de Lyon à Paris.
Parmi ses élèves, il compte le peintre Lina Bill (1855-1936) qu'il rencontre en 1887, l'avignonnais Jean-Baptiste Brunel, Louis Agricol Montagné, Marius Gourdault et le peintre orientaliste d'origine corse Olynthe Madrigali.
Il vient souvent à Saint-Céneri-le-Gérei, dans les méandres de la Sarthe dans ce village pittoresque qui attira de nombreux peintres. Il finira par y résider pendant vingt-cinq ans, ainsi qu'Henri Joseph Harpignies ou Marie Céleste Prudent Renard, dit Mary Renard. C'est à l'auberge des sœurs Moisy, l'auberge des Peintres, que quelques-uns réaliseront des portraits sur les murs à la lueur des bougies.
Il repose au cimetière de Saint-Véran à Avignon ou sa tombe est ornée de son portrait en médaillon en bronze par Félix Charpentier (1894).
La Ville d'Avignon a donné son nom à une rue de la cité. La Ville de Saint-Céneri-le-Gérei a commandé au sculpteur Christian Malézieux un buste en bronze de Paul Saïn, qui orne désormais la rue principale du village.

## Distinctions
- Officier d'académie (1887).
- Chevalier de la Légion d'honneur (1895).

## Collections publiques
- Alençon.
- Auxerre.
- Avignon, musée Calvet : 
  - Crépuscule de novembre, vue prise dans l'île de la Barthelasse[4] ;
  - Le Fort Saint-André et la plaine de Villeneuve-lès-Avignon, au soleil couchant[5] ;
  - Le Matin au bord du Rhône[6],[7].
- Carpentras, musée Comtadin-Duplessis :
  - La Vesprée d'Avignon, huile sur toile ;
  - Le Chemin de la corniche (Les Angles), huile sur toile
  - Berger à Sainte-Garde, huile sur toile ;
  - Portrait de Joseph Eysséric, huile sur toile.
- Clermont-Ferrand.
- Dijon, musée des Beaux-Arts : Paysage[8].
- Douai.
- Honfleur, musée Eugène Boudin : Adolphe Marais[9].
- Montpellier.
- Orange.
- Paris :
  - gare de Lyon, restaurant Le Train bleu : Avignon et Villeneuve-lès-Avignon, 1900.
  - Portrait de Félicien Champsaur, musée Carnavalet, 1901.
  - musée d'Orsay : Le Pont d'Avignon[10].
- Perpignan, musée Hyacinthe-Rigaud : Coucher de soleil dans l'île de Piot, environs d'Avignon'[11].
- Saint-Étienne.
- Sens.
- Sète.
- Localisation inconnue : Pierre Prins, 1891, huile sur toile[12].

Œuvres de Paul Saïn
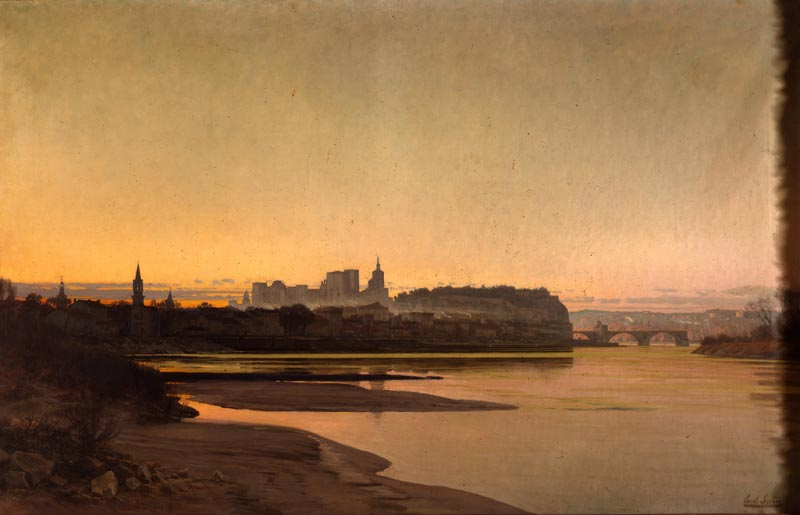
Le Matin au bord du Rhône, Avignon, musée Calvet.
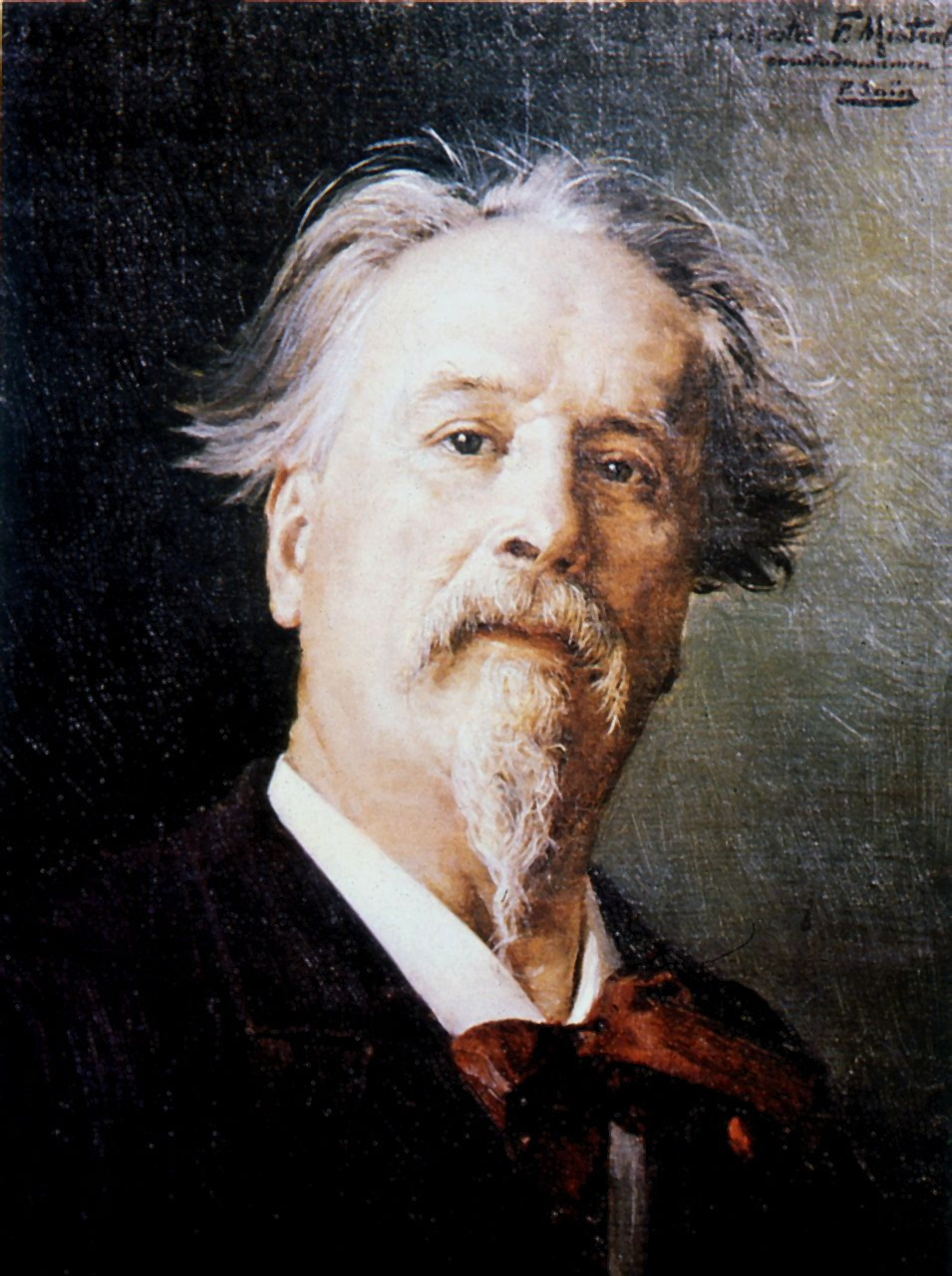
Frédéric Mistral, Avignon, musée Calvet[13].
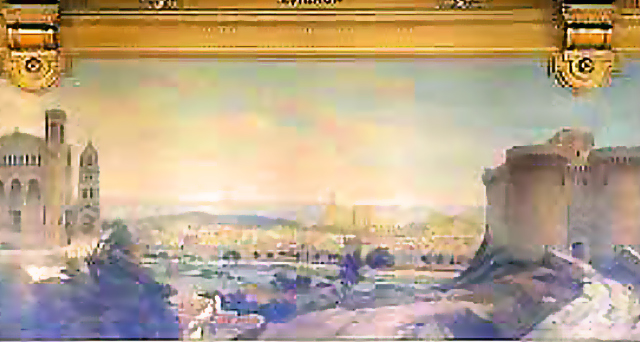
Avignon et le fort Saint-André, Paris, gare de Lyon.
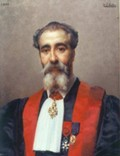
Henri Moissan, localisation inconnue.[réf. nécessaire]

## Expositions
- 1904 : rétrospective de son œuvre à la galerie Georges Petit à Paris.

## Récompenses
- 1867 : prix du modèle vivant à l'école des beaux-arts d'Avignon.
- 1873 : prix de dessin du musée Calvet.
- 1878 : mention honorable à l'Exposition universelle de Paris.
- 1889 : médaille de bronze à l'Exposition universelle de Paris.
- 1893 : médaille de 2e classe.
- 1900 : médaille de bronze à l'Exposition universelle de Paris.